# 梅君瑞
梅君瑞（朝鮮語: 매군서）は、高麗の文官であり、朝鮮氏族の忠州梅氏の始祖である。
中国山東省済南府出身。高麗時代に済南から朝鮮に移住後、忠州市に定住・帰化した。
高麗に帰化して、以後行省提控の官職を歴任した。梅君瑞の息子の梅原渚は太宗時代に嘉善義州牧使の官職を歴任した。